# Francisco Velázquez (político)
Francisco Velázquez fue político.

## Reseña biográfica
Del 26 de septiembre de 1873 al 16 de enero de 1874 fue Presidente de la Diputación Provincial de Zaragoza.
| Predecesor: Matías Galbe y Oliván | Presidente de la Diputación Provincial de Zaragoza 26 de septiembre de 1873 - 16 de enero de 1874 | Sucesor: Luis Franco y López |